# Chirocephalus longicornis
Chirocephalus longicornis är en kräftdjursart som först beskrevs av Smirnov 1930.  Chirocephalus longicornis ingår i släktet Chirocephalus och familjen Chirocephalidae. Inga underarter finns listade i Catalogue of Life.